# آيت أو علي (آيت إخلف آيت أومناصف)
آيت أو علي هو دُوَّار يقع بجماعة آيت إيكو، إقليم الخميسات، جهة الرباط سلا القنيطرة في المملكة المغربية. ينتمي الدوّار لمشيخة آيت إخلف آيت أومناصف التي تضم 12 دوار. يقدر عدد سكانه بـ 45 نسمة حسب الإحصاء الرسمي للسكان والسكنى لسنة 2004.

## وصلات خارجية
- البوابة الوطنية للجماعات الترابية
- المندوبية السامية للتخطيط